# Gobiomorphus huttoni
Gobiomorphus huttoni är en fiskart som först beskrevs av Ogilby, 1894.  Gobiomorphus huttoni ingår i släktet Gobiomorphus och familjen Eleotridae. Inga underarter finns listade i Catalogue of Life.